# Chachadour III
Chachadour III (Khachatur III Gaghatatsi Minterji, (orm.) Խաչատուր Գ. Գաղատացի) – duchowny Apostolskiego Kościoła Ormiańskiego, w latach 1657–1674 jeden z patriarchów tego Kościoła, Patriarcha-Katolikos Wielkiego Domu Cylicyjskiego.